# Rue du Calvaire (Suresnes)
Pour l’article homonyme, voir Rue du Calvaire.
La rue du Calvaire est une voie publique de la commune de Suresnes, dans le département français des Hauts-de-Seine.

## Situation et accès

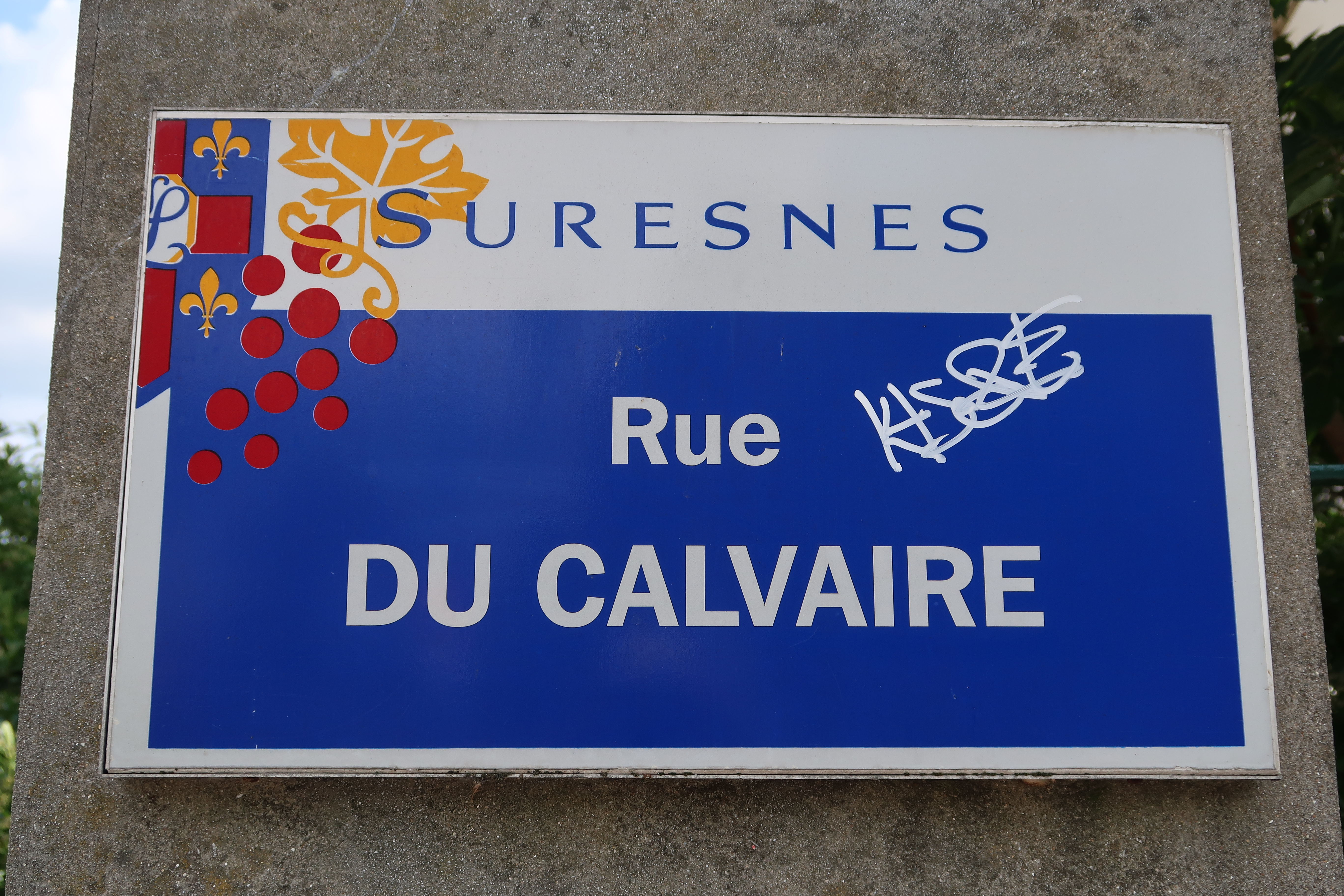
Plaque de la rue du Calvaire.

La voie commence rue Worth et se termine boulevard Washington.
Elle longe un petit tronçon de la voie ferrée, oblique vers la droite et enjambe la ligne ferroviaire par un petit pont. C'était initialement une simple passerelle de bois qui fut plusieurs fois reconstruite ou rénovée. Elle poursuit ensuite son tracé avec un fort dénivelé sur une partie du mont Valérien, terminant au niveau du cimetière américain et du parc des Landes.
Elle est desservie par la gare de Suresnes-Mont-Valérien, sur la ligne L du Transilien (réseau Paris-Saint-Lazare) et la ligne U (La Défense - La Verrière).

## Origine du nom

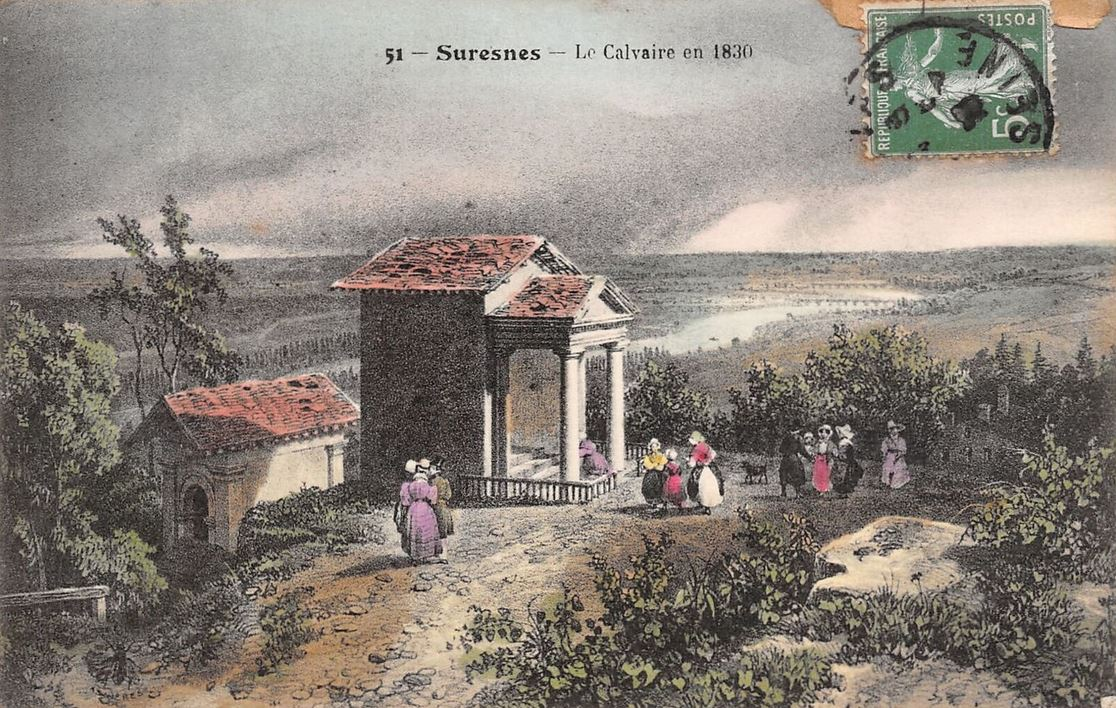
Le calvaire en 1830.

Le mont Valérien, auquel la voie permet d'accéder depuis le village de Suresnes, alors concentré le long de la Seine, devient un ermitage au début de l'Époque moderne. En 1556, Guillemette Faussart fait construire un oratoire sur le mont ; par la suite, trois grandes croix sont érigées à côté. En référence au Golgotha biblique, ou « mont du Calvaire », l'actuel mont Valérien porte alors ce nom pendant plus de deux siècles.
Là est l'origine de cet odonyme, aussi porté par la rue du Calvaire à Nanterre et la rue homonyme à Saint-Cloud qui, bien que venant de directions différentes, conduisaient également au sanctuaire.

## Historique

### Vers le calvaire
En 1633, près de l'ermitage, est créé le fameux « calvaire du mont Valérien », un édifice religieux qui devient bientôt un lieu de pèlerinage hautement vénéré. La voie de Suresnes qui s'y rend prend alors le nom de « chemin du Calvaire ». Après la construction de l'église Sainte-Croix, la congrégation des Prêtres du Calvaire s'y établit en 1634. Une voie carrossable, le « chemin des Carrosses », est créé sur ordre d'Anne d'Autriche en 1641, afin que les pèlerins puissent se rendre au calvaire et à l'église Sainte-Croix, situés au sommet du mont Valérien.
Sous la Révolution et le Premier Empire, le pèlerinage est arrêté. Il est relancé au début de la Restauration sous l'égide de l'homme d'Église Charles de Forbin-Janson. Un nouveau calvaire, une église ainsi qu’une petite chapelle sont érigés. Le roi Charles X y vient en pèlerinage, montant pieds nus jusqu'au sommet du mont. Dans les années 1840, le calvaire disparaît au profit de la forteresse du Mont-Valérien.

### Clos des Seigneurs
Au XVIIe siècle, la voie constitue l'une des limites méridionales du vaste domaine du « clos des Seigneurs », également borné, dans le sens des aiguilles d'une montre, par les actuels boulevard Washington, rue du Fécherey, avenue Franklin-Roosevelt, rue Merlin-de-Thionville et rue Desbassayns-de-Richemont, et qui appartient à l'abbaye de Saint-Germain-des-Prés. Sa production viticole est réservée à l'aristocratie et aux prélats importants. Vendu comme bien national à la Révolution, le site est loti au XIXe siècle,,.

### Depuis le XIXesiècle
En 1839, la création de la ligne de Paris-Saint-Lazare à Versailles-Rive-Droite change la physionomie de la voie. Un petit pont de bois est aménagé pour permettre son franchissement, la voie ferroviaire passant sous la rue du Calvaire. La gare de Suresnes-Mont-Valérien ouvre l'année suivante à proximité immédiate.
En 1903, la voie ferroviaire étant agrandie, il est décidé d'élargir la passerelle en longueur à treize mètres.
L'écrivain Albert Garreau visite le mont Valérien dans l'entre-deux-guerres pour constater son relatif abandon, et laisse une description de son passage par le chemin du Calvaire.

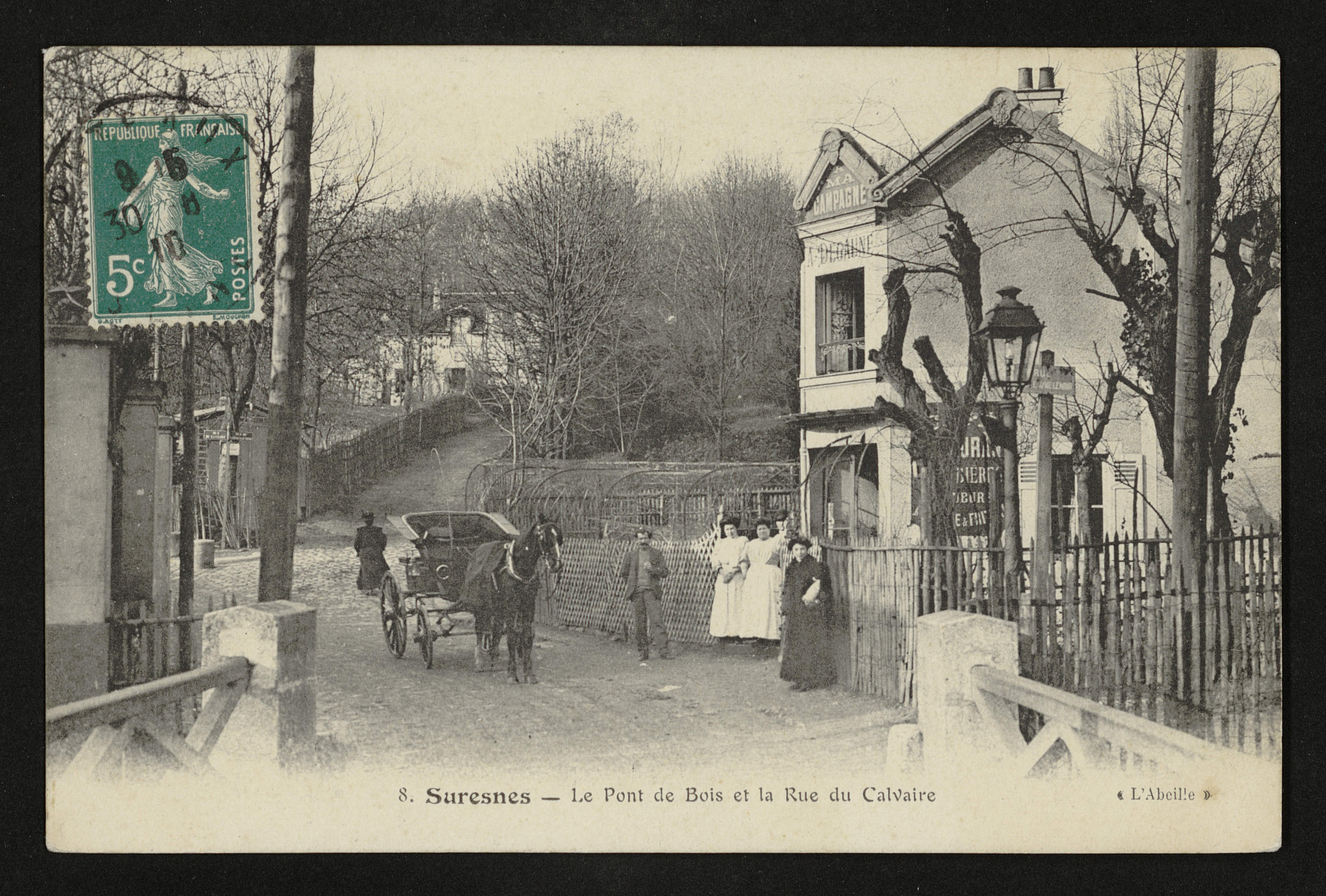
Le pont de bois et la rue du Calvaire sur une carte postale ancienne.
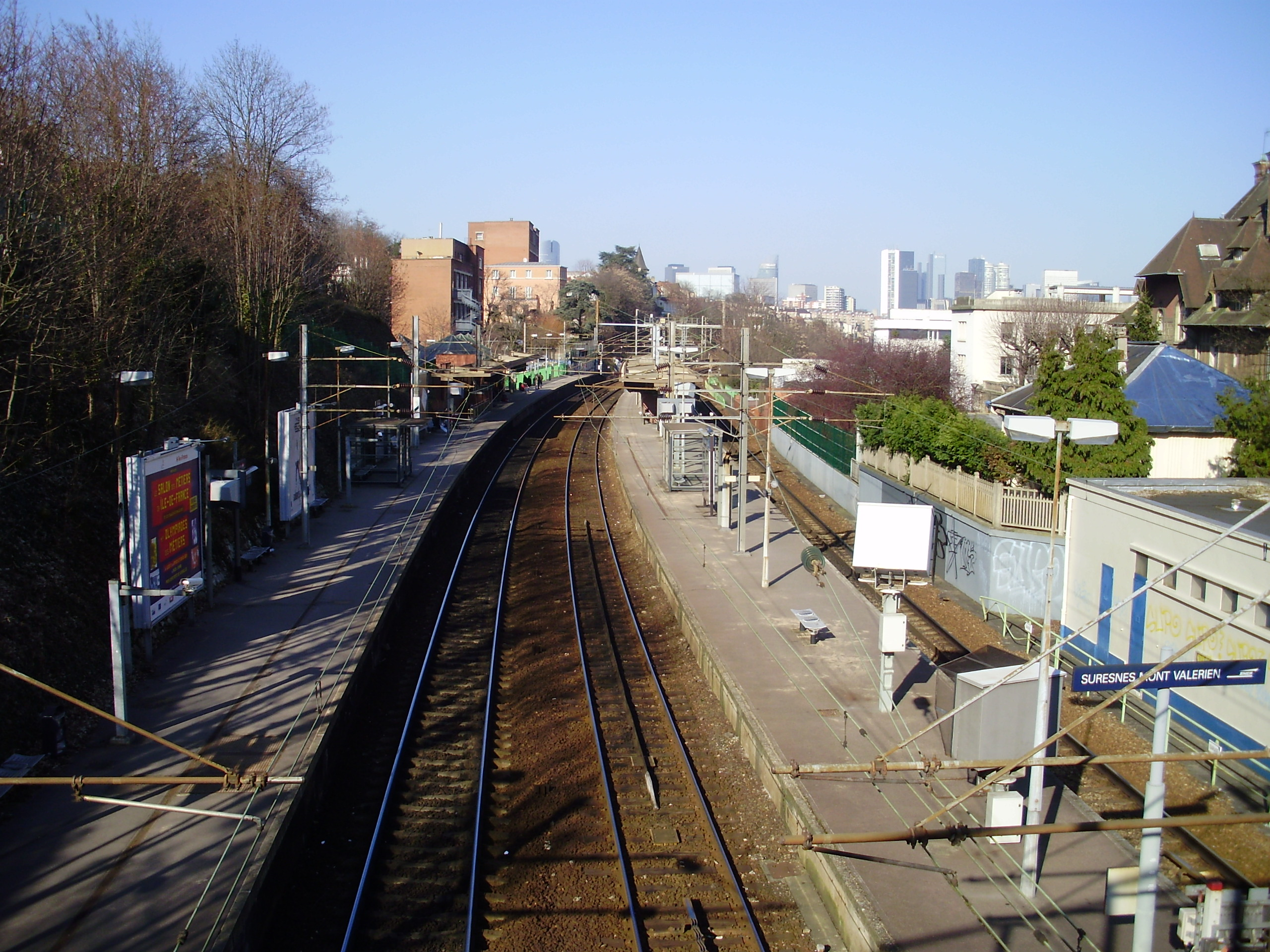
Vue depuis la passerelle sur la gare de Suresnes-Mont-Valérien.
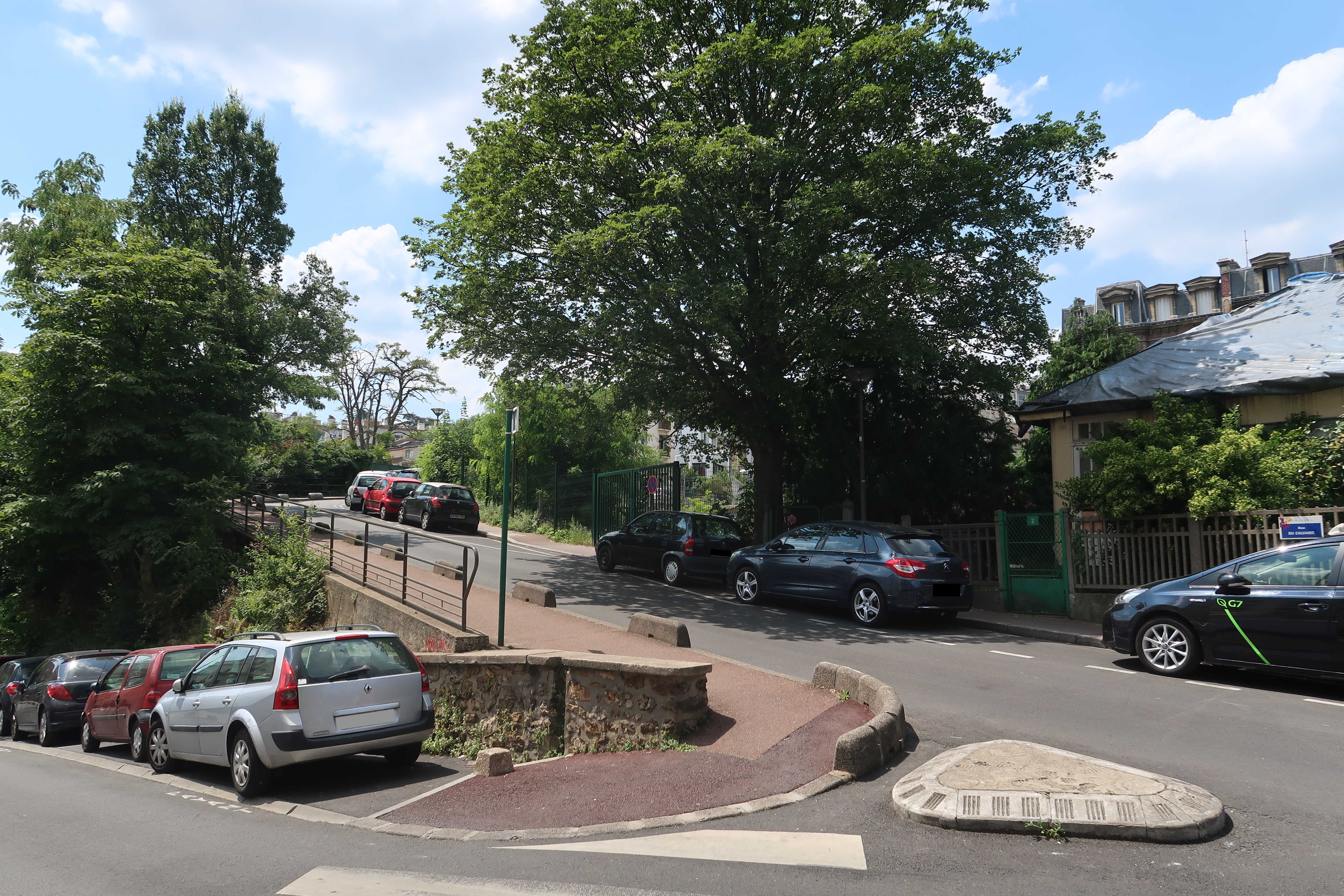
Croisement avec la rue Worth. La voie qui monte est la rue du Calvaire, permettant de gagner la passerelle.

## Bâtiments remarquables et lieux de mémoire

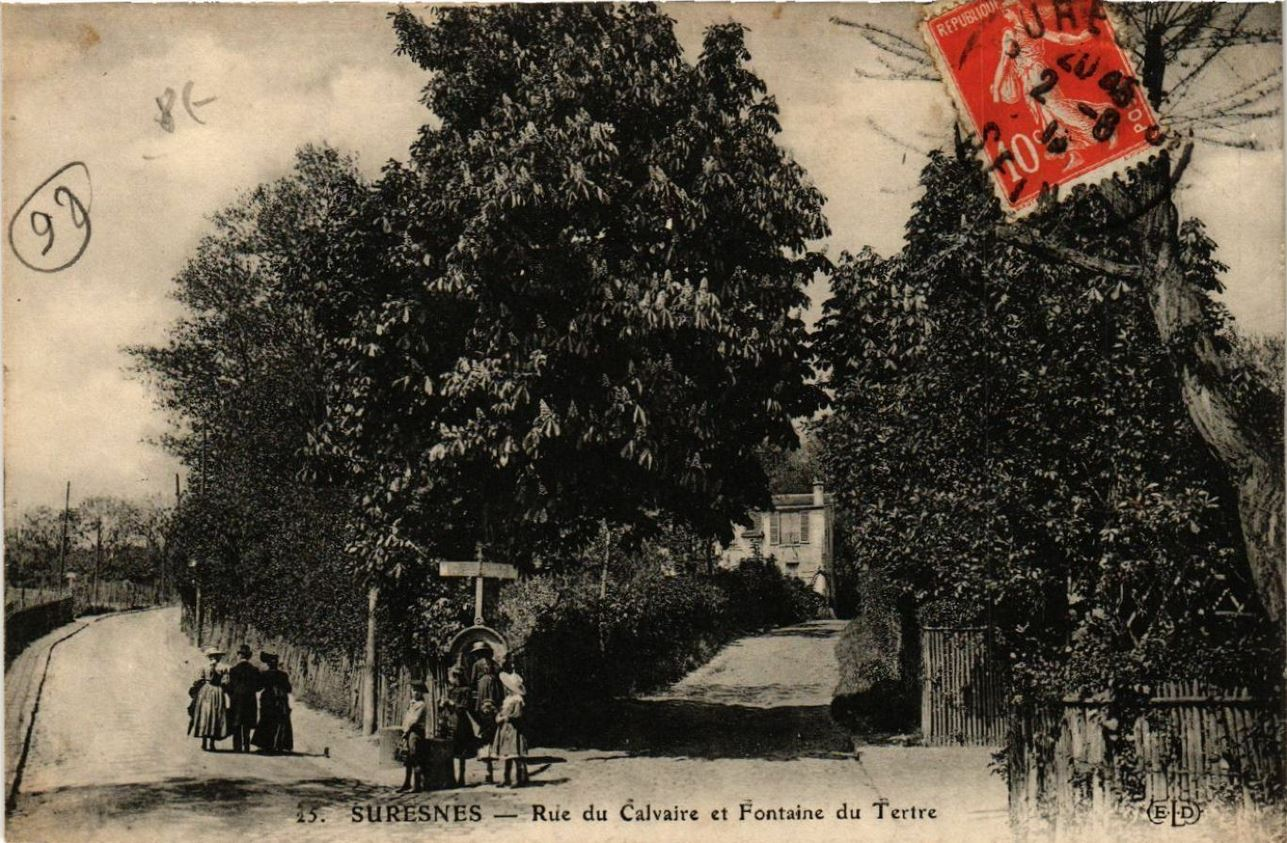
Rue du Calvaire, fontaine du Tertre, sur une carte postale ancienne.

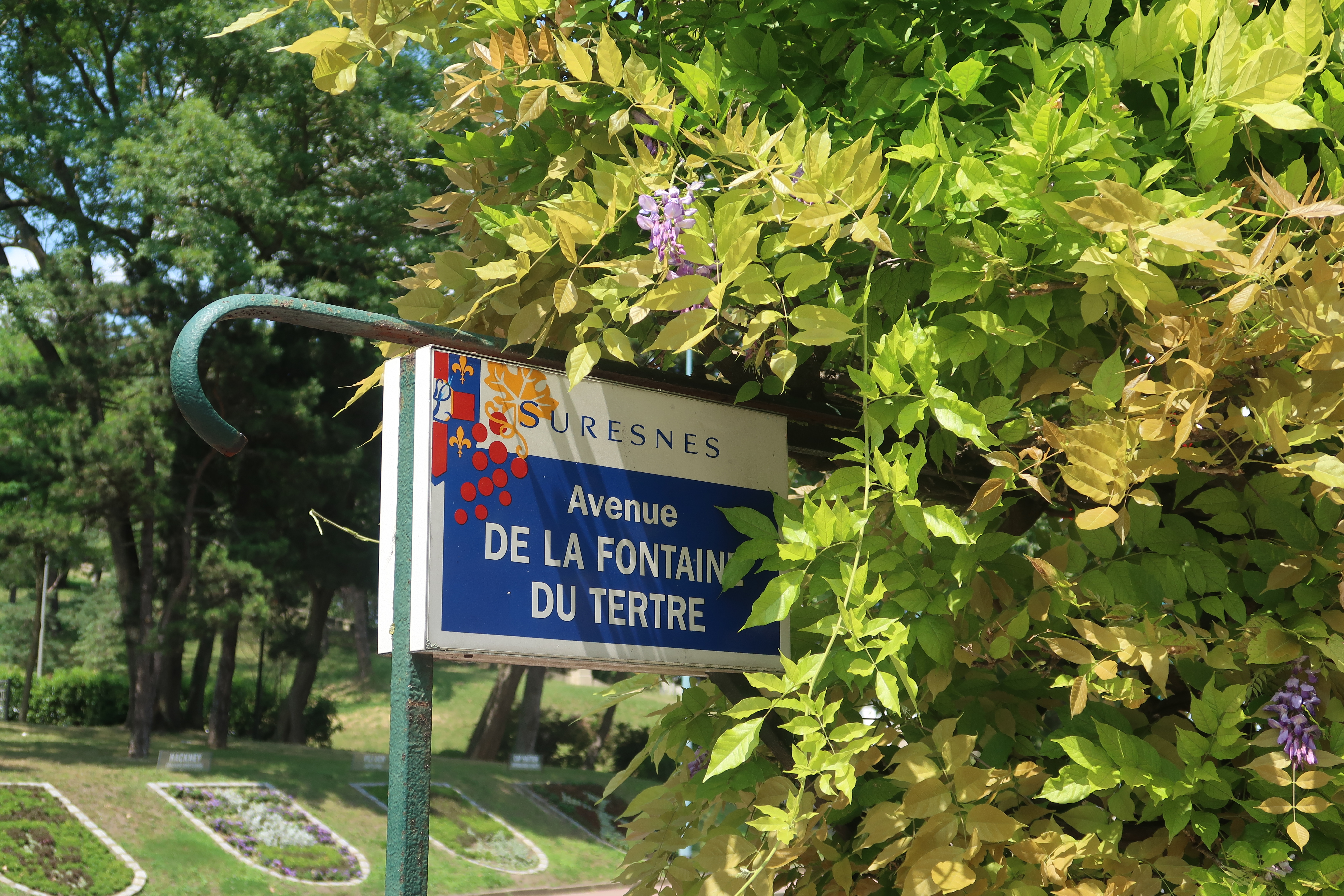
Plaque de l'avenue de la Fontaine-du-Tertre, à proximité.

- Plusieurs sources d'eau coulaient autrefois du mont Valérien. L'une d'elles se trouvait rue du Calvaire, la fontaine du Tertre, connue aussi sous le nom de « fontaine sainte-Geneviève »[10],[11]. À Paris, en 1131, alors que des habitants souffraient du « mal des Ardents », le procession de la châsse de sainte Geneviève aurait mis fin à l'épidémie, conduisant ensuite de nombreux pèlerins, selon la tradition, à se faire soigner à Suresnes, dans les eaux de la source que la sainte aurait sanctifié des siècles plus tôt[12]. La source est mentionnée dans des actes de propriété de 1660. En 1901, le laboratoire de police de la préfecture de Paris la déclare de bonne qualité. Une borne-fontaine est aménagée. Cinq ans plus tard, le même laboratoire la considère finalement non potable, conduisant la municipalité à démolir la fontaine, la source étant redirigée dans les égouts. La création du cimetière américain de Suresnes couvre par ailleurs une partie du site de l'ancienne source, désormais disparue[13]. Faisant la jonction avec la rue du Calvaire, l'avenue de la Fontaine-du-Tertre perpétue toutefois son souvenir depuis 1932[14].
- En bas de la rue du Calvaire se trouvent la gare de Suresnes-Mont-Valérien et l'hôpital Foch. Au no 2, commence fin 2022 la construction d'un bâtiment destiné à accueillir des bureaux SNCF, un commerce et une crèche[15].